# British Empire Building
El British Empire Building, también conocido por su dirección 620 Fifth Avenue, es un edificio comercial en el Rockefeller Center en el barrio Midtown Manhattan de la ciudad de Nueva York (Estados Unidos). Completada en 1933, la estructura de seis pisos fue diseñada en estilo art déco por Raymond Hood, el arquitecto principal del Rockefeller Center. El British Empire Building, junto con La Maison Francaise casi idéntica al sur y el International Building de gran altura al norte, comprenden un grupo de estructuras comerciales y de oficinas conocidas como el Complejo Internacional. La Maison Francaise y el British Empire Building están separados por Channel Gardens, una explanada peatonal plantada que se extiende hacia el oeste hasta la Plaza Inferior del complejo.
La fachada está hecha de piedra caliza, con una entrada principal por la Quinta Avenida y entradas secundarias por la Calle 50 y Channel Gardens. La parte superior del British Empire Building tiene retranqueos, un jardín en la azotea y un ático parcial en el séptimo piso. Las entradas del edificio tienen decoraciones ornamentadas de Lee Lawrie y Carl Paul Jennewein, mientras que las ventanas incluyen decoraciones de Rene Paul Chambellan. Todo el complejo del Rockefeller Center es un hito designado por la ciudad de Nueva York y un Monumento Histórico Nacional.
La Maison Francaise y el British Empire Building se desarrollaron como parte de la construcción del Rockefeller Center después de que se desechara una propuesta para un solo edificio en el sitio. Después de que el gobierno británico firmó un contrato de arrendamiento del edificio en enero de 1932, el trabajo comenzó el mes siguiente con una ceremonia inaugural en julio de 1932. El edificio se completó en 1933 e inicialmente albergaba principalmente empresas británicas. A lo largo de los años, ha albergado diversos inquilinos, incluidas tiendas y empresas de viajes.

## Sitio
El British Empire Building es parte del complejo Rockefeller Center en el barrio de Midtown Manhattan en la ciudad de Nueva York. Ubicado en 620 Fifth Avenue, es parte del Complejo Internacional del Rockefeller Center. El gemelo arquitectónico del British Empire Building, La Maison Francaise, está directamente al sur, y el International Building está directamente al norte. El terreno rectangular se comparte con La Maison Francaise y está delimitado por Rockefeller Plaza al oeste, 50th Street al norte, Fifth Avenue al este y 49th Street al sur. Cubre 5877 m² y tiene un frente de 61 m sobre Quinta Avenida y 96 m en las calles.
The Channel Gardens, un jardín en una explanada peatonal arbolada de 18,3 m de ancho y 61,0 m de largo, separa el British Empire Building y La Maison Francaise. Lleva el nombre del Canal de la Mancha, que separa Gran Bretaña y Francia. La plaza desciende hacia la Plaza Inferior al oeste. La plaza inferior es un patio subterráneo que tiene la escultura de Prometeo de Paul Manship y una pista de hielo que se instala en invierno. El crítico de arquitectura Paul Goldberger de The New York Times describió el British Empire Building, Channel Gardens y La Maison Francaise como "conducentes a un foco central", a saber, la Plaza Inferior.
El British Empire Building se encuentra en la sección este del complejo del Rockefeller Center. Dentro del Rockefeller Center, el edificio se enfrenta a 1 Rockefeller Plaza al sur, 10 Rockefeller Plaza al suroeste, 30 Rockefeller Plaza al oeste, 50 Rockefeller Plaza al noroeste y el British Empire Building y el International Building al norte. El edificio también está cerca de la Catedral de San Patricio al noreste, la tienda insignia de Saks Fifth Avenue (que incluye 623 Fifth Avenue) al este, 597 Fifth Avenue al sureste y 608 Fifth Avenue y 600 Fifth Avenue al sur. Anteriormente, el sitio formaba parte del campus de la Universidad de Columbia, que retuvo la propiedad de la mayor parte del terreno mucho después de la construcción del complejo.

## Arquitectura
El British Empire Building es un edificio de piedra caliza de seis pisos, con retranqueos al norte y al sur por encima del quinto piso. Fue diseñado por Associated Architects of Rockefeller Center, compuesto por las firmas de Corbett, Harrison & MacMurray; Hood, Godley y Fouilhoux; y Reinhard & Hofmeister. Associated Architects diseñó todos los edificios del Rockefeller Center en estilo art déco.
Según The New York Times, el British Empire Building mide 27 m de altura hasta la cima de su sexto piso. El edificio mide 21 m sobre la Quinta Avenida y 61 m en la calle 50. Hay un penthouse de un piso y medio sobre la mitad oeste del sexto piso y un jardín en la azotea sobre la mitad este del sexto piso. El ático del séptimo piso le da al edificio una masa más imponente a lo largo de la Plaza Inferior que a lo largo de la Quinta Avenida. Las masas del British Empire Building y La Maison Francaise complementan las del 623 Fifth Avenue al este y el 30 Rockefeller Plaza al oeste.

### Fachada
Toda la fachada es de piedra caliza. La planta baja del British Empire Building incluye escaparates y escaparates en las cuatro alzadas. A los escaparates del edificio se les asignaron originalmente los números de dirección 620A a 620G en la Quinta Avenida. El British Empire Building tiene una piedra angular en su esquina sureste, con inscripciones. Sobre la planta baja hay una cornisa con moldura de canutillos. Los pisos segundo a séptimo tienen ventanas de guillotina de acero con enjutas de piedra caliza ligeramente empotradas entre las ventanas de cada piso. Las ventanas están separadas por pilastras verticales planas con molduras de cinta en sus capiteles. Tres mástiles cuelgan de los muelles de la Quinta Avenida. Los retranqueos también se ven coronados por molduras de cinta. También hay cornisas sobre los retranqueos, que tenían la intención de llamar la atención de los espectadores hacia el 30 Rockefeller Plaza.
Hartley Burr Alexander, profesor de mitología y simbología que supervisó el programa de arte del Rockefeller Center, dirigió la instalación de obras de arte en todo el complejo. El complejo internacional del Rockefeller Center fue decorado con un tema internacional, con motivos que representan las artes, la paz y el comercio. La obra de arte del British Empire Building tenía como tema "símbolos de un nuevo día". El arte del edificio fue diseñado por artistas estadounidenses. Esto contrastó con La Maison Francaise y el ala del Palacio de Italia del International Building, que fueron decorados por artistas de los respectivos países de origen de los edificios, Francia e Italia. Como Gran Bretaña no tenía una buena economía en el momento de la construcción del edificio, la mayoría de las obras de arte en el edificio se centraron en el imperio histórico en lugar de su contribución artística.

#### Quinta Avenida

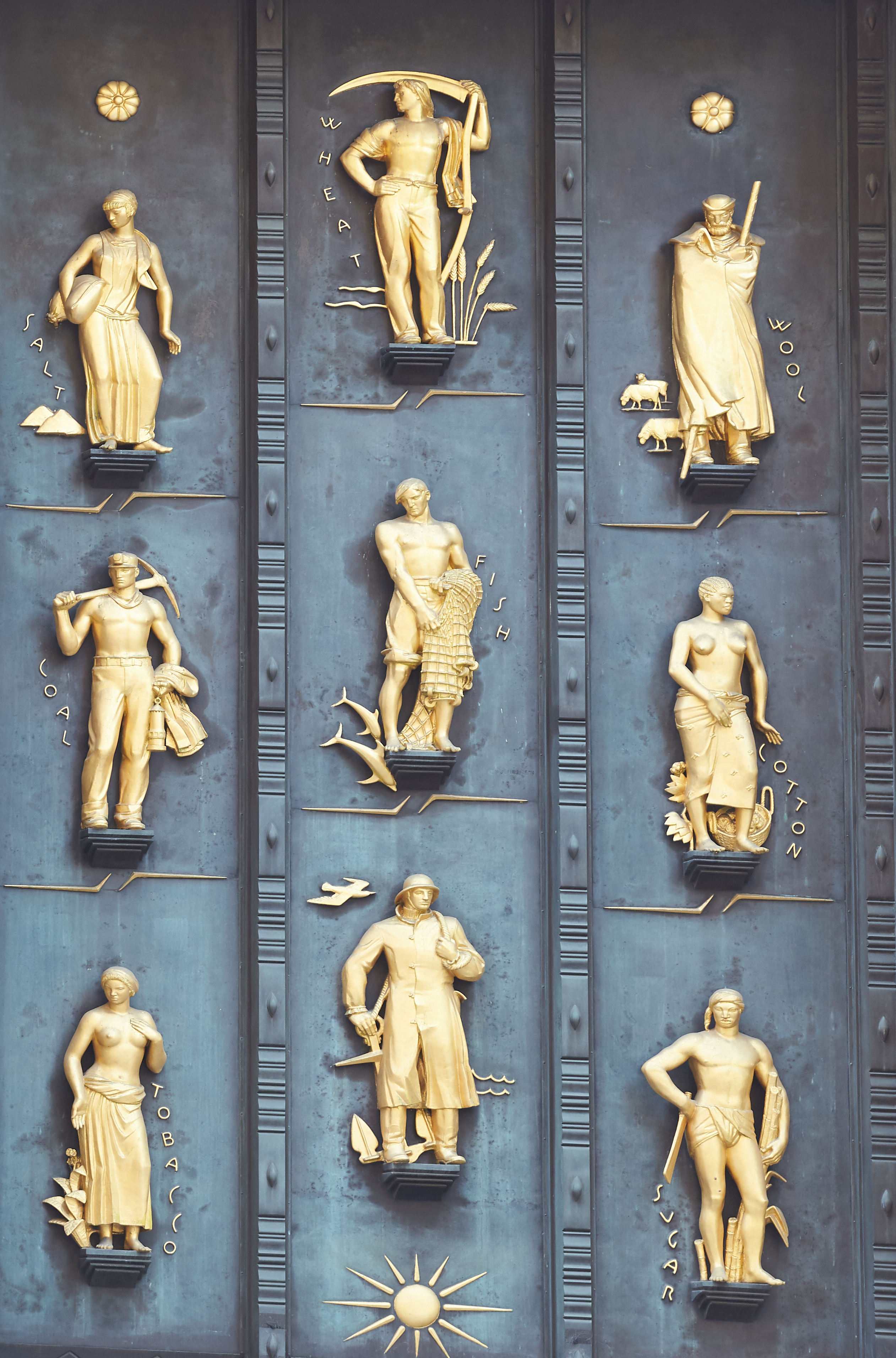
Portal con figuras de pan de oro

Carl Paul Jennewein esculpió nueve figuras de pan de oro en tres paneles verticales sobre la entrada, que representan el comercio y la industria en diferentes partes del Imperio Británico. Representan las principales industrias y los productos comercializados dentro del imperio: sal, carbón, tabaco, trigo, pescado, lana, algodón y azúcar. Algunas de las figuras también sirven como personificaciones de países en la Mancomunidad de Naciones. Todas las cifras excepto la central están etiquetadas con su respectiva industria. Un sol radial debajo de las figuras centrales simboliza el imperio global en el que "el sol nunca se pone".

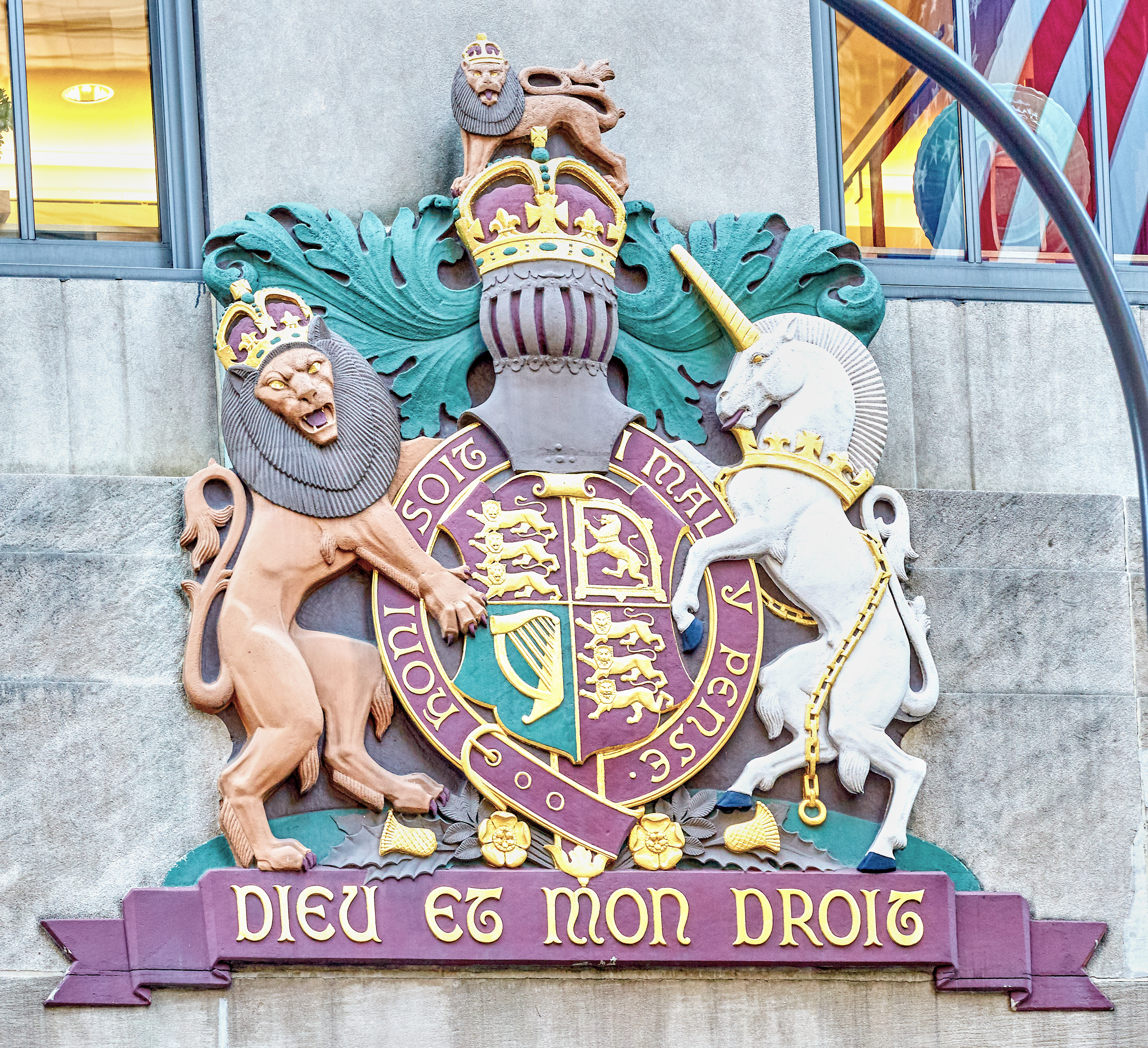
cartucho de piedra caliza

Sobre estos paneles, Jennewein también esculpió un cartucho que representa el escudo de armas británico. El escudo de armas está dividido en cuadrantes con motivos dorados. Los cuadrantes superior izquierdo e inferior derecho tienen tres leones guardianes que pasan sobre un fondo rojo, lo que significa Inglaterra. El cuadrante superior derecho muestra un león rampante sobre un fondo rojo, que representa a Escocia. El cuadrante inferior izquierdo representa un arpa sobre un fondo verde, que representa a Irlanda. Alrededor del escudo de armas hay una cinta con el lema dorado de la Orden de la Jarretera: Honi soit qui mal y pense. Un león con una corona está a la izquierda del escudo de armas, mientras que un unicornio está a la derecha; representan a Inglaterra y Escocia respectivamente. Motivos adicionales de las islas británicas están presentes debajo de los animales. En la parte inferior del bajorrelieve está inscrito el lema de la realeza británica: Dieu et mon droit.
René Chambellan creó cuatro bajorrelieves sobre las ventanas del sexto piso. Representan los escudos de armas de Gales, Inglaterra, Escocia e Irlanda de izquierda a derecha. El panel galés muestra plumas sobre un dragón galés, mientras que el panel inglés muestra un león y una rosa Tudor. El panel escocés es un unicornio con un cardo, mientras que el panel irlandés tiene un ciervo, un arpa y un trébol trébol. Los primeros planes requerían que la alzada de la Quinta Avenida estuviera coronada por un friso de piedra caliza y estatuas, pero estos se simplificaron enormemente en los planes finales.

#### Otras alzadas
La alzada oeste se eleva siete pisos e incluye vitrinas, pero no puertas, a nivel del suelo. Al oeste del edificio, las escaleras descienden desde la acera hasta la Plaza Inferior. Como resultado, la ventana de visualización izquierda del alzado oeste es más pequeña que las demás ventanas de visualización de esa alzada. La alzada oeste no está retranqueada, pero los retranqueos del quinto y séptimo piso de las alzadas norte y sur son visibles. La alzada oeste está dividida por cuatro pilares, cada uno con una cubierta de bronce para iluminación. El muelle más a la izquierda tiene una pequeña inscripción con el texto "Rockefeller Center".
Las alzadas norte y sur son similares entre sí e incluyen escaparates y escaparates a nivel del suelo. En la planta baja de ambas alzadas, hay cuatro escaparates a cada lado de una entrada secundaria. En las entradas secundarias, Lee Lawrie colocó decoraciones que significan símbolos del poder del imperio. Las entradas mismas están empotradas e incluyen puertas giratorias. Los ocho tramos occidentales de cada alzada se elevan hasta el séptimo piso, con enjutas de celosía de piedra caliza y un retranqueo adicional sobre seis de estas bahías. Hay una piedra angular con una inscripción en la esquina sureste del edificio.
La entrada norte en 10 West 50th Street tiene un diseño simple. Tiene tres leones dorados en una postura de passant-gardant, que están tallados en el bloque de piedra caliza sobre la entrada. Debajo de los leones hay un dintel con fondo gris y dorado y rosas Tudor rojas. La entrada sur de Channel Gardens está coronada por una talla dorada de Mercurio, volando sobre un conjunto de olas azul verdosas. Mercurio se representa llevando un caduceo, con un sol en forma de abanico sobre él. Debajo de Mercurio hay un dintel con rombos azul oscuro y triángulos dorados. Las decoraciones de ambas entradas se realizaron en huecograbado, quedando al ras de la fachada.

### Características
El British Empire Building y La Maison Francaise juntos tienen solo 16 072 m² de área de piso, a pesar de que su sitio teóricamente puede acomodar 84 802 m². Cuando se completó, tenía una superficie bruta de 5017 m² distribuidos en seis plantas y dos sótanos. El sótano se conecta con otros edificios en el Rockefeller Center, incluidos 30 Rockefeller Plaza, el International Building y La Maison Francaise. Tenía un sistema de vapor de alta presión en lugar de radiadores. Durante el verano, los espacios interiores se enfriaron a 27 °C por vapor a alta presión, suministrado por fusión hasta 272 155 kg de hielo por día. Durante el invierno, la temperatura interior se mantuvo a 21 °C.
La superestructura está hecha de acero esquelético y pesa 1518 LT; 1542 t. La estructura de acero del edificio se reforzó para soportar el peso del jardín de la azotea, que está plantado con flores y setos. La azotea también tiene un jardín conmemorativo conocido como Anzac Garden, que se instaló en 1942. C. J. Hughes de The New York Times describió los jardines en la azotea en 2019 como "joyas que se soltaron de un collar y aterrizaron en un piso polvoriento".

## Historia
La construcción del Centro Rockefeller ocurrió entre 1932 y 1940 en un terreno que John D. Rockefeller Jr. arrendó a la Universidad de Columbia. Originalmente se suponía que el sitio del Rockefeller Center estaría ocupado por un nuevo teatro de ópera para la Ópera Metropolitana. En 1928, se contrató a Benjamin Wistar Morris y al diseñador Joseph Urban para que elaboraran los planos. Sin embargo, el nuevo edificio era demasiado caro para que la ópera lo financiara sola y necesitaba una dotación. El proyecto finalmente obtuvo el apoyo de Rockefeller. El teatro de ópera planificado fue cancelado en diciembre de 1929 debido a varios problemas, y Rockefeller negoció rápidamente con Radio Corporation of America (RCA) y sus subsidiarias, National Broadcasting Company (NBC) y Radio-Keith-Orpheum (RKO), para construir un complejo de entretenimiento de medios masivos en el sitio. En mayo de 1930, RCA y sus afiliados acordaron desarrollar el sitio.

### Desarrollo

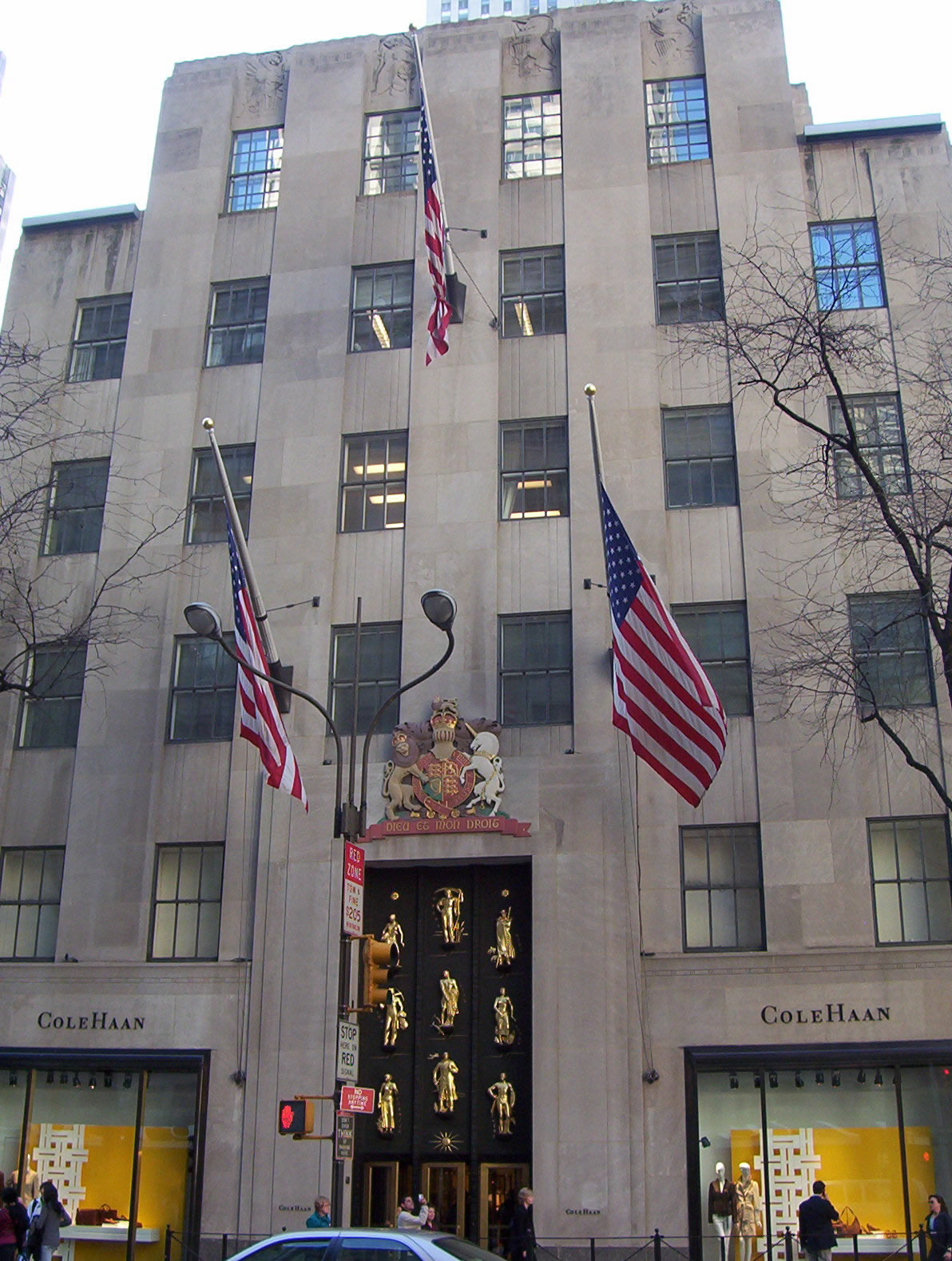
Fachada de la quinta avenida

Una propuesta para el Rockefeller Center, revelada en marzo de 1930, incluía un edificio comercial ovalado en la Quinta Avenida entre las calles 49 y 50, cuyos pisos superiores contendrían las oficinas del Chase National Bank. Una propuesta refinada, anunciada en marzo de 1931, requería un jardín en la azotea sobre el edificio ovalado. El público criticó el plan revisado y vio que el edificio ovalado en particular chocaba con otros diseños en la Quinta Avenida. El edificio ovalado fue desechado a principios de 1931 después de que Chase se retirara del proyecto. Fue reemplazado por un par de edificios comerciales de seis pisos entre las calles 49 y 50, así como una torre de 41 pisos en el bloque al norte. Debido a que el edificio oval cancelado contenía jardines en la azotea, Raymond Hood sugirió la idea de jardines en la azotea en todo el complejo, incluso en todos los edificios comerciales. Estos jardines serían curados por Ralph Hancock.
Como los inquilinos estadounidenses se mostraban reacios a alquilar en estos edificios comerciales, el gerente del Rockefeller Center, Hugh Robertson, anteriormente de Todd, Robertson y Todd, sugirió inquilinos extranjeros. Los gerentes del complejo promovieron el Rockefeller Center como un "centro para el comercio internacional", y mantuvieron conversaciones con posibles arrendatarios checos, alemanes, italianos y suecos que podrían ocupar los edificios de seis pisos con temática internacional en la Quinta Avenida. Según los informes, también se consideraron inquilinos holandeses, chinos, japoneses y rusos. El gobierno británico arrendó el inmueble en enero de 1932, convirtiéndolo en el primer edificio temático para el que se llegó a un acuerdo. El edificio iba a ser un puerto franco, con todas sus mercancías exentas de aranceles, y albergaría las empresas gubernamentales y comerciales del Reino Unido. El ático del séptimo piso sobre el edificio se añadió tarde en el proceso de diseño.
La excavación de los sitios del British Empire Building y La Maison Francaise comenzó en febrero de 1932. En dos meses, se extrajeron más de 21 000 m³ de tierra. Una huelga laboral detuvo temporalmente la obra en mayo de 1932. El 2 de julio de 1932 se llevó a cabo una ceremonia de inauguración del British Empire Building, cuando Francis Hopwood colocó la piedra angular. El acero estructural del British Building comenzó a construirse en octubre de ese año. El edificio se completó el 15 de noviembre de 1932, solo 16 días hábiles después de que los contratistas de acero Post & McCord comenzaran a erigir la superestructura. Posteriormente, los contratistas Barr, Irons & Lane continuaron con el equipamiento. La ornamentación de Jennewein se instaló en enero de 1933. A principios de abril, se completaron el enlucido y los azulejos. Ese mes, el Congreso de la Construcción de Nueva York organizó una ceremonia en el segundo piso, otorgando premios de artesanía a 27 trabajadores que participaron en el proyecto. En junio, Lawrie fue contratado para crear los paneles decorativos de la fachada.

### Desde 1930 a 1970
En octubre de 1933 se anunció un puerto libre de dos pisos debajo del British Empire Building. El mes siguiente, la marca de cigarrillos Dunhill abrió una tienda de tabaco y especialidades en tres pisos, con un mural de Arthur Crisp y el humidor acondicionado más grande del mundo. Otros inquilinos tempranos incluyeron al perfumista Yardley London, la tienda de muebles Arundell Clarke Ltd., la galería de arte Empire Galleries, Imperial Airways, y el Departamento Canadiense de Comercio. A principios de 1935, el British Empire Building estaba ocupado en un 91 por ciento. El edificio también albergó exhibiciones como una exhibición de monedas etíopes y un espectáculo de maquetas de barcos. El Rockefeller Center celebró el primer aniversario del edificio en octubre de 1935 con un "cóctel y fiesta de té" con el actor Roland Young. El último espacio vacante en el British Empire Building fue alquilado por la compañía británica Aluminium Ltd. en abril de 1937, lo que lo convirtió en el primer edificio en el Rockefeller Center en ser alquilado por completo.
Entre los inquilinos que se mudaron al British Empire Building en los años 1940 se encontraban la tienda de regalos The Waldrons (que amplió su espacio cuatro veces en dos años); firma de joyería Staiger & May; el magnate de la construcción naval Henry J. Kaiser; el consulado general de Canadá en la ciudad de Nueva York; y zapatería Hanan & Son. Además, en 1942 se inauguró un monumento a los combatientes de Anzac en la Segunda Guerra Mundial en el jardín de la azotea. Incluso durante la Segunda Guerra Mundial, se registró que el edificio estaba completamente ocupado en 1944. En la Postguerra, el Rockefeller Center buscó agregar aire acondicionado a sus estructuras originales, que ya estaba instalado en los edificios más nuevos. El British Empire Building y La Maison Francaise ya tenían sistemas de refrigeración, que fueron mejorados. La Universidad de Columbia se encargó de instalar el aire acondicionado. El inicio de la guerra de Corea en 1950 retrasó el proyecto pero, al año siguiente, Columbia accedió a reembolsar a Rockefeller Center Inc. por la instalación.
En los años 1950, la marca Whitehouse y Hardy alquiló una tienda en el British Empire Building, y Japan Air Lines abrió oficinas ejecutivas. Además, las conmemoraciones del Día ANZAC se llevaron a cabo en el edificio cada año; aunque el feriado caía el 25 de abril de cada año, las celebraciones solo podían tener lugar los fines de semana debido a las estipulaciones del contrato de arrendamiento. Leon Barmache rediseñó la tienda Yardley London en el edificio en 1963. El fabricante de camisas Custom Shop, un "centro de entretenimiento" de Magnavox, y la joyería Ordiam también ocuparon espacio en el British Empire Building en los años 1970. Una galería llamada Nikon House también estaba operando dentro del British Empire Building a principios de los años 1980. El edificio también se actualizó a principios de los años 1980 para cumplir con las normas antiincendios.

### Años 1980 y 1990

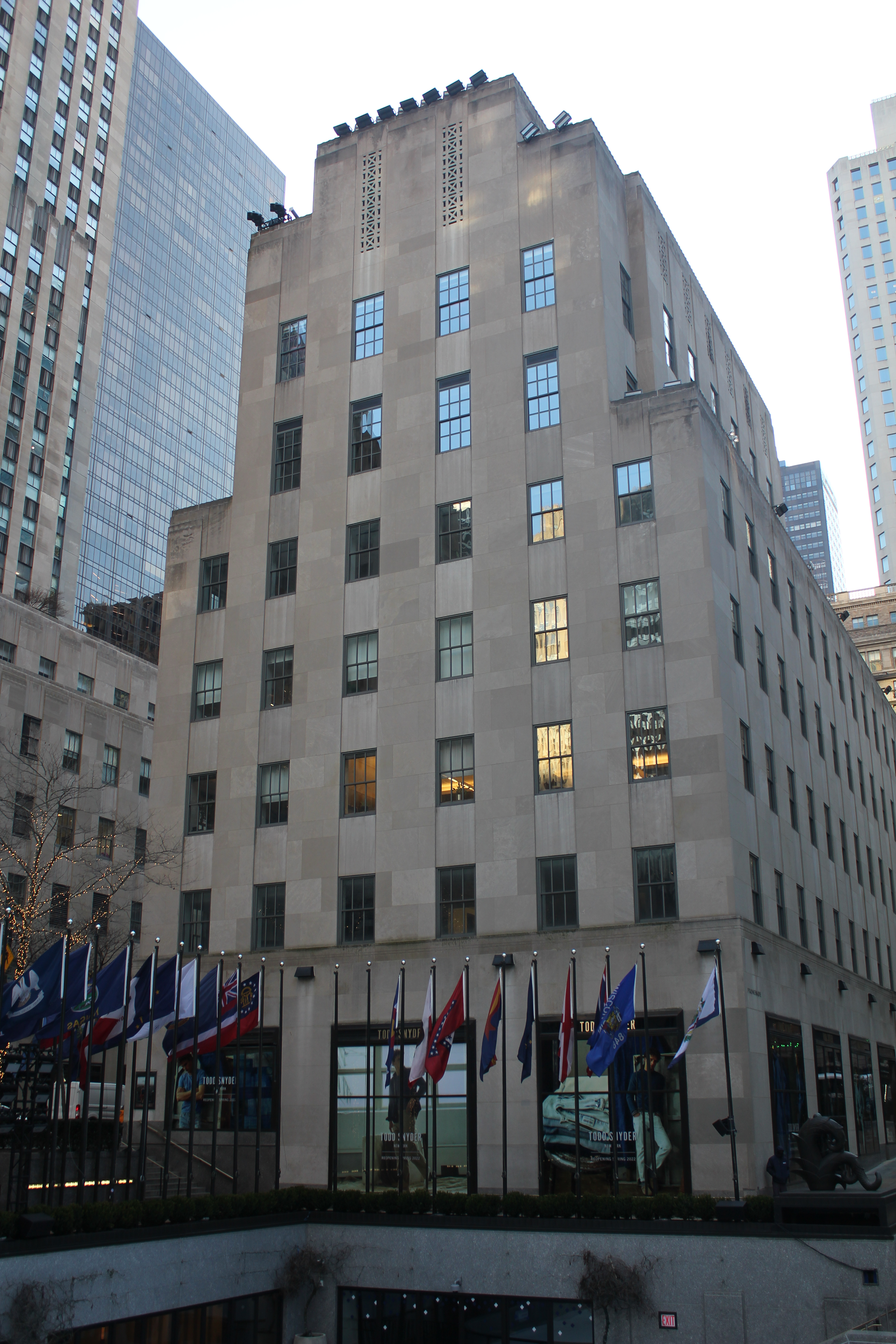
Vista del alzado de la Plaza Inferior del edificio

La Universidad de Columbia no ganaba suficiente dinero con los arrendamientos del Rockefeller Center en los años 1970, y la universidad comenzó a buscar vender el terreno debajo del Rockefeller Center, incluido el International Building, en 1983. Ese año, la Comisión de Preservación de Monumentos Históricos de la Ciudad de Nueva York (LPC, por sus siglas en inglés) celebró audiencias para determinar qué parte del Rockefeller Center debería protegerse como monumento histórico. La familia Rockefeller y la Universidad de Columbia reconocieron que los edificios ya eran puntos de referencia simbólicos, pero su portavoz, John E. Zuccotti, recomendó que solo se protegiera la cuadra entre las calles 49 y 50, incluido el British Empire Building. Por el contrario, casi todos los demás que apoyaron el estatus de hito del Rockefeller Center recomendaron que todo el complejo fuera señalado. El LPC otorgó el estatus de hito a los exteriores de todos los edificios del complejo original, así como a los interiores de dos vestíbulos, el 23 de abril de 1985. Los edificios originales del Rockefeller Center también se convirtieron en Monumento Histórico Nacional en 1987.
Mientras tanto, Columbia había acordado vender el terreno al Grupo Rockefeller por 400 millones de dólares en febrero de 1985. El Grupo Rockefeller formó Rockefeller Center Inc. ese julio para administrar el British Empire Building y otras propiedades. La compañía de pintura Hudson-Shatz también restauró el cartucho y las figuras de pan de oro de Jennewein sobre la entrada del British Empire Building en 1985, cubriéndolos con una capa de oro de 23 quilates. La sala de humidores de Dunhill, que había funcionado continuamente desde la inauguración del edificio, se redujo más tarde ese año debido al aumento de los alquileres. Durante 1987, los jardines de techo fueron restaurados a un costo de 48 000 dólares por cada jardín. Mitsubishi Estate, una compañía de bienes raíces del Grupo Mitsubishi, compró una participación mayoritaria en el Grupo Rockefeller en 1988, incluyendo el British Empire Building y las otras estructuras del Rockefeller Center. Posteriormente, el Grupo Rockefeller transfirió algunos de los derechos aéreos no utilizados sobre el British Empire Building y La Maison Francaise al rascacielos Rockefeller Plaza West en la Séptima Avenida. A cambio, el Grupo Rockefeller tuvo que preservar los edificios originales entre las calles 49 y 50 bajo un conjunto de regulaciones más estricto que el resto del complejo.
El Grupo Rockefeller se declaró en bancarrota en mayo de 1995 después de no cumplir con varios pagos de la hipoteca. Ese noviembre, el hijo de John Rockefeller Jr., David, y un consorcio liderado por Goldman Sachs acordaron comprar los edificios del Rockefeller Center por 1100 millones de dólares, superando a Sam Zell y otros postores. La transacción incluyó 306 millones de dólarespara la hipoteca y 845 millones para otros gastos. Surgió una disputa de preservación en mayo de 1998, cuando los propietarios anunciaron planes para ampliar los escaparates de los edificios de la Quinta Avenida del centro a dos pisos. Los tamaños de las ventanas se redujeron a pedido de la LPC, y las modificaciones se aprobaron en septiembre de 1998.

### De los años 2000 al presente
Tishman Speyer, dirigido por el amigo cercano de David Rockefeller, Jerry Speyer, y la familia Lester Crown de Chicago, compró los 14 edificios y terrenos originales en diciembre de 2000 por 1850 millones de dólares, incluido el British Empire Building. Las celebraciones del Día ANZAC continuaron celebrándose en el techo durante el siglo XXI. Además, una tienda Lego reemplazó una tienda de electrodomésticos Brookstone en el edificio en 2010, y la cadena de casas de té TeaGschwendner abrió una tienda el mismo año. Una tienda de navajas Victorinox Swiss Army abrió en 2016.
En enero de 2020, Tishman Speyer contrató a Gabellini Sheppard Associates para diseñar una renovación para Channel Gardens, Rockefeller Plaza y Lower Plaza. Estos planes incluyeron modificar la iluminación, la plantación, los caminos y las fachadas, y también los escaparates de La Maison Francaise y el British Empire Building. Los planes fueron aprobados en abril.